# アイソン
株式会社アイソンは、福島県本宮市でガソリンスタンドを経営する企業である。

## 事業所（給油所）
本店（本社）　
- 福島県本宮市本宮字万世155-1

昭代橋SS
- 福島県本宮市本宮字東町1 （昭代橋脇）

## その他
- 旧エッソ系。
  - 現在は、独自ブランドを展開する。
- 福島テレビ「いぐさひできの自転車でGO!」に出たことがある。

| スタブアイコン | サブスタブ | この項目は、まだ閲覧者の調べものの参照としては役立たない、企業に関連した書きかけの項目です。この項目を加筆・訂正などしてくださる協力者を求めています（PJ:経済）。 |